# 维厄尔
维厄尔（德語：Viöl）是德国石勒苏益格－荷尔斯泰因州的一个市镇。总面积18.95平方公里，总人口2025人，其中男性1005人，女性1020人（2011年12月31日），人口密度107人/平方公里。